# ویندوم (مینه‌سوتا)
ویندوم، مینه‌سوتا (به انگلیسی: Windom, Minnesota) یک شهر در ایالات متحده آمریکا است که در شهرستان کاتنوود، مینه‌سوتا واقع شده‌است.

## خصوصیات
ویندوم ۱۱٫۲۱ کیلومترمربع مساحت و ۴٬۶۴۶ نفر جمعیت دارد و ۴۱۵ متر بالاتر از سطح دریا واقع شده‌است.